# Pernille Frahm

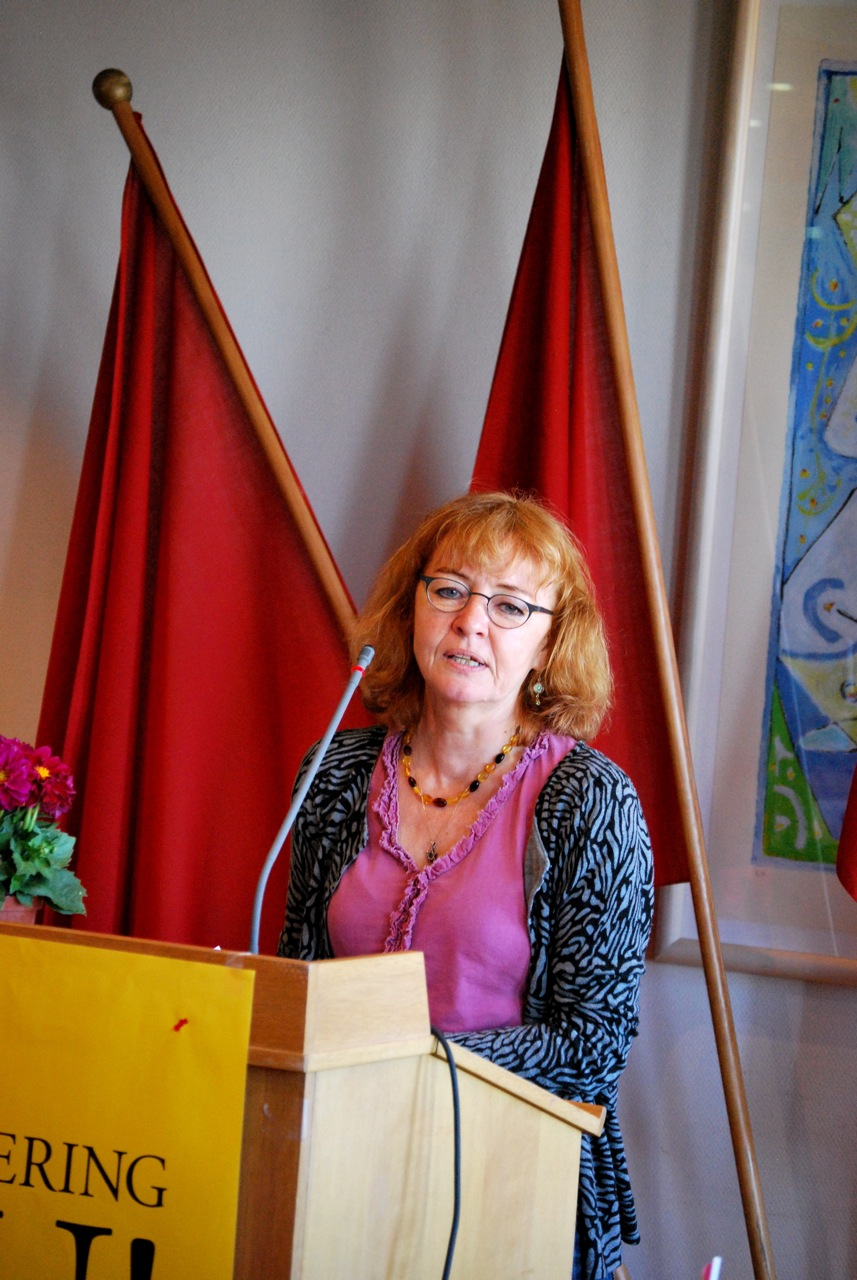
Pernille Frahm (2011)

Pernille Frahm (n. 1 aprilie 1954 în Hillerød) este un om politic danez, membru al Parlamentului European în perioada 1999-2004 din partea Danemarcii. 
1. ↑   https://denstoredanske.lex.dk/Pernille_Frahm Lipsește sau este vid: |title= (ajutor)
2. 1 2  pace.coe.int
3. ↑  Deputații în Parlamentul European